# Église Saint-Pierre de La Sauvetat-de-Savères
Pour les articles homonymes, voir Église Saint-Pierre.
L'église Saint-Pierre est une église catholique située à La Sauvetat-de-Savères, dans le département français de Lot-et-Garonne en France.

## Historique

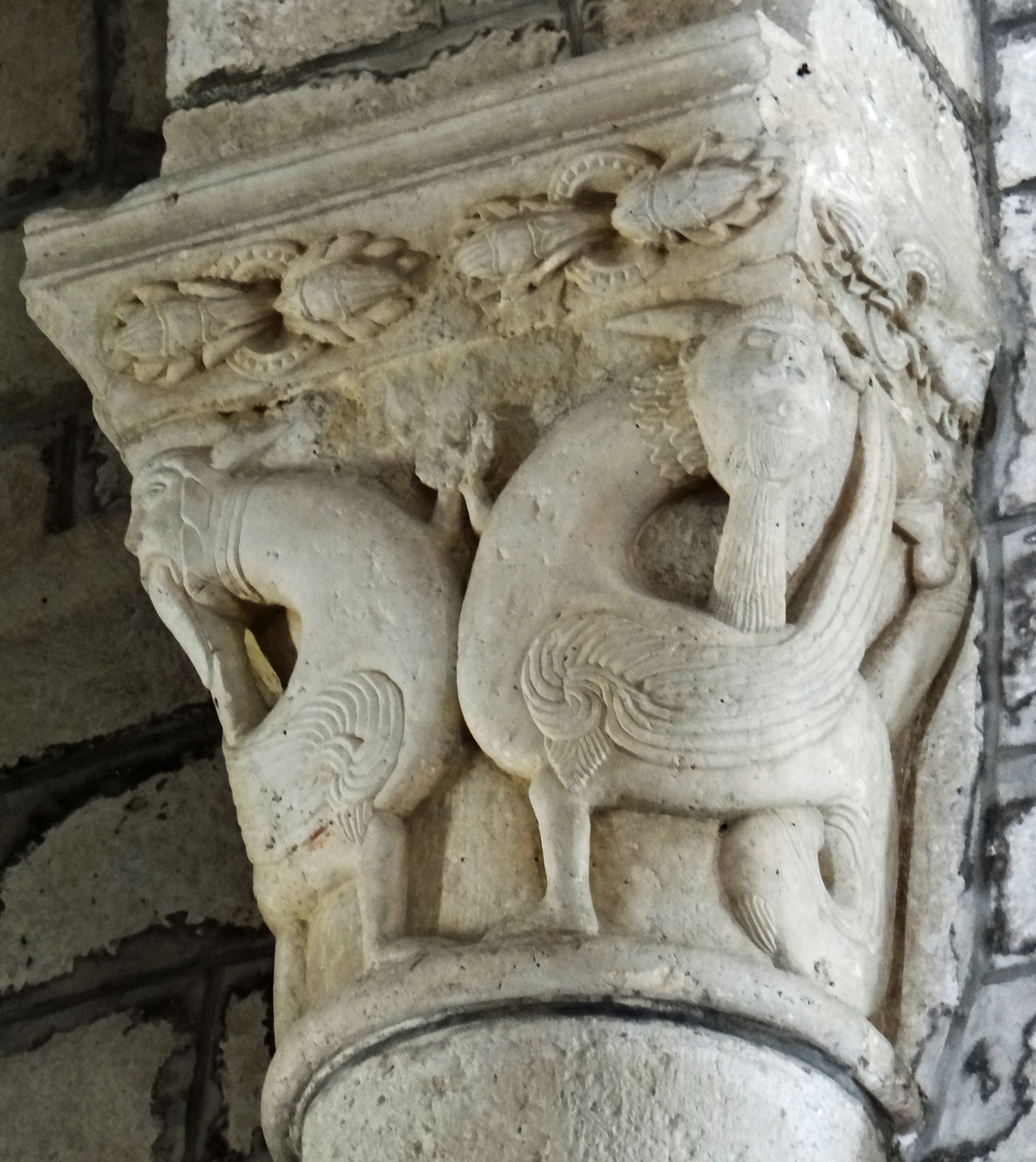
Un chapiteau d'une absidiole

Malheureusement les archives du prieuré de La Sauvetat-de-Savères ont été détruites au cours des différentes guerres qui ont ravagé le pays. 
L'abbé Barrère raconte dans son livre Histoire religieuse et monumentale du diocèse d'Agen que l'abbé de Cluny, saint Hugues, a envoyé en Espagne à la demande du roi Alphonse VI le moine Bernard de l'ordre de Cluny, né au château de La Sauvetat près d'Agen, pour remettre de l'ordre dans les abbayes. Il est d'abord nommé abbé de Sahagún puis archevêque de Tolède en 1085. Pierre Dubourg-Noves admet que La Sauvetat près d'Agen peut être La Sauvetat-de-Savières, mais pour d'autres auteurs, il s'agit de La Sauvetat près de Fleurance où se trouve le château de Sérillac.
C'est le chapitre de la collégiale Saint-Caprais d'Agen qui a fondé le village, au pied du coteau de Savères. 
Le pouillé de Jean de Valier indique qu'il existait un prieuré non conventuel à La Sauvetat-de-Savières, mais on ne connaît pas sa date de fondation. Par comparaison stylistique, Georges Tholin date la construction du sanctuaire de la fin du XIIe siècle. Un village s'est alors construit autour en faisant profiter ses habitants de la protection du droit d'asile.
L'abbé Durengues, dans l'histoire du village, indique que son territoire avait été cédé au chapitre de la collégiale par l'évêque d'Agen qui s'était réservé le serment de fidélité manuelle. Tant que les évêques n'avaient pas la justice de la ville d'Agen, le chapitre de la collégiale a accepté ce joug. Mais quand l'évêque Bertrand de Béceyras (1182/1183-1208) en est devenu le seul possesseur, le chapitre craignant d'être placé sous l'autorité de l'évêque a cédé la moitié du fief de La Sauvetat-de-Savières au comte Raymond VI de Toulouse en 1203, à condition qu'il le garderait et le défendrait. En août 1205, le comte de Toulouse et le chapitre de Saint-Caprais ont donné à La Sauvetat les coutumes qui régissaient Agen. Dans l'accord de paréage de 1203, le comte de Toulouse s'est engagé à construire les remparts de La Sauvetat, ce qu'il a fait, mais ils n'existent plus.
En 1235, l'évêque d'Agen libère le comte de Toulouse de la fidélité manuelle qu'il ne pouvait pas obtenir. Il passe un accord avec le chapitre de Saint-Caprais lui reconnaissant la propriété de la ville et de l'église Saint-Pierre de La Sauvetat-de-Savères. En 1271, après la mort du comte de Toulouse Alphonse de Poitiers et de son épouse Jeanne de Toulouse, le roi de France est devenu coseigneur de La Sauvetat-de-Savères. Le roi de France a alors envoyé son sénéchal de Carcassonne et de Béziers pour prendre possession de l'Agenais en son nom. À cette date, La Sauvetat-de-Savères fait partie de la baylie de Puymirol.
En juin 1304, l'archevêque de Bordeaux, le futur pape Clément V a couché à La Sauvetat-de-Savères avec toute sa suite. Le roi d'Angleterre Édouard II écrit au prieur de La Sauvetat-de-Savères en juillet 1315. La Sauvetat-de-Savères est devenu une baylie au cours du XIVe siècle et est devenu une possession de la couronne d'Angleterre. En 1336 commence en Agenais la guerre de Cent Ans. La Sauvetat est aux mains des Français mais retourne au roi d'Angleterre l'année suivante, puis reprise par les Français en 1341, puis par les Anglais en 1346. En 1348, le roi d'Angleterre a concédé la moitié de La Sauvetat-de-Savères à Gausbert de Beauville (ou Boville). Le prieuré de La Sauvetat est ruiné par ces guerres incessantes. En 1351 il est réuni à la mense du chapitre de la collégiale de Saint-Caprais. Cette guerre a permis de nombreux actes de brigandages commis par des chefs de bandes comme Rodrigue de Villandrando et Pons de Castillon. Ce dernier, au service des Anglais, est battu en 1419 par le seigneur de Monpezat, est poursuivi par Naudonnet de Lustrac et se réfugie à La Sauvetat un temps avant de s'enfuir. La ville a dû sortir ruinée de cette guerre car Charles IX que les foires et marchés étaient interrompus « pour la ruyne et saccagements advenus de ladicte ville pendant et durant la guerre des Anglais ». Le roi de France a retrouvé la coseigneurie de La Sauvetat après la mort du duc de Guyenne, Charles, en 1472.
À leur entrée en fonction, les consuls devaient prêter serment dans l'église Saint-Pierre de La Sauvetat, entre les mains du curé.
Au cours de la cinquième guerre de religion, Puymirol est tombé entre les mains des protestants qui vont faire du brigandage autour de La Sauvetat.
Au XVIe siècle, depuis longtemps il ne reste plus que des vestiges des remparts de La Sauvetat construits par Raymond VI, il y a encore les fossés, aussi, pendant les troubles l'église fortifiée de La Sauvetat sert de fort. Le mur du cimetière est la première enceinte, renforcée par un ravelin. La partie principale de l'église transformée en fort était la tour romane du clocher à laquelle on accédait par un escalier à vis.
En 1589, des compagnies de Belzunce et de Laugnac étaient à La Sauvetat et s'y sont retranchées et se sont probablement défendues dans l'église quand elles ont été attaquées le 15 août par les troupes de la Ligue commandées par le marquis de Villars, Emmanuel Philibert des Prez, et battues.
Le 15 mai 1597, l'évêque d'Agen, Nicolas de Villars rend visite à La Sauvetat-de-Savères. L'église et le cimetière ayant été pollués par les guerres, il les réconcilia. Il a constaté le mauvais état du bâtiment ; la toiture était effondrée, les fonts baptismaux détruits, les ornements mal conservés.
En 1618 et 1619 les consuls ont dû faire des emprunts pour réparer leur fort.
Ce n'est qu'après la fin des troubles de la Fronde que les fossés ont disparu et l'emplacement du ravelin transformé en cimetière.

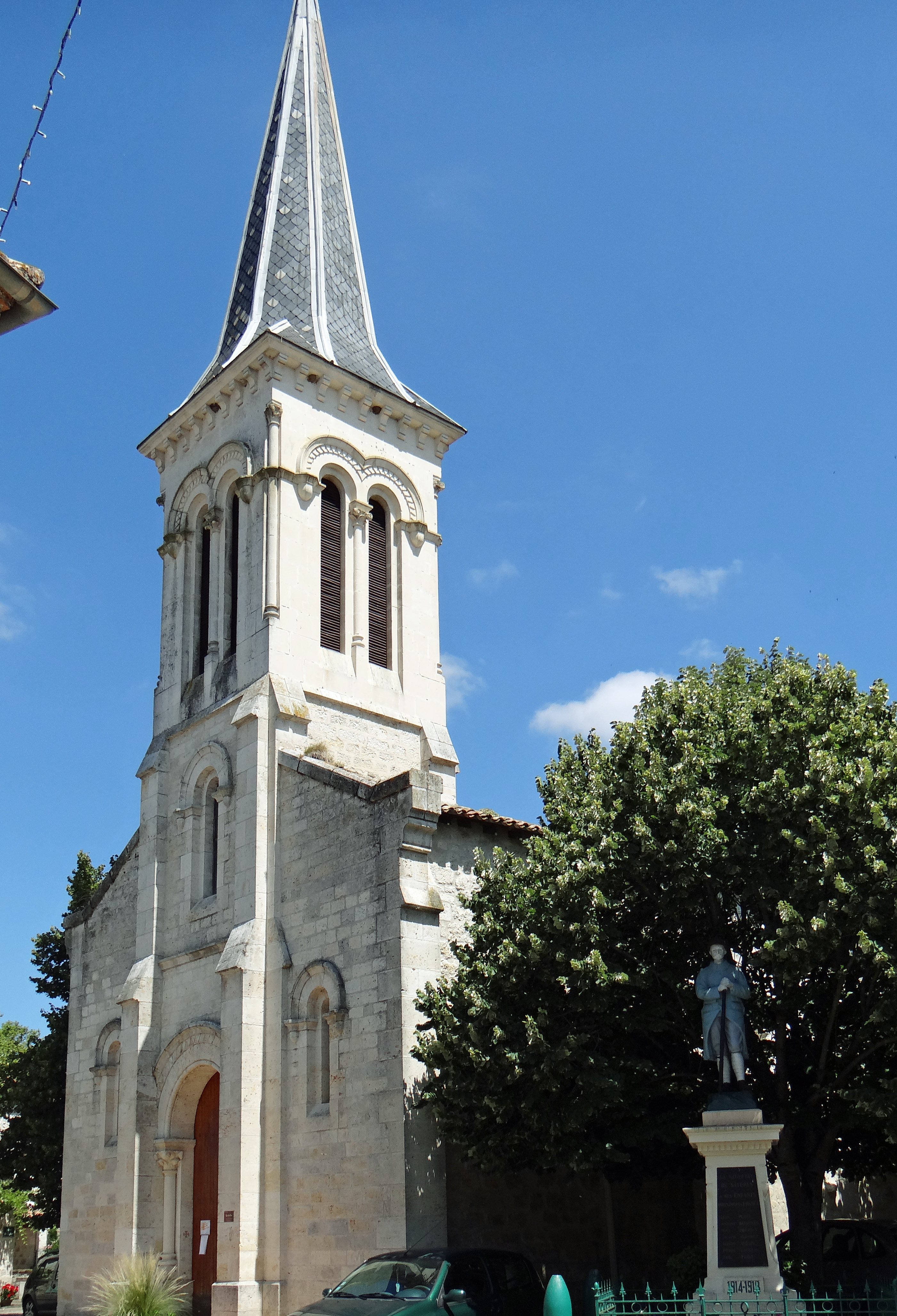
Le clocher actuel

Le 9 mai 1793, on emporte une des cloches de l'église de La Sauvetat qui a été descendue pour la transporter au port de Sauveterre. Le 13 décembre 1793, La Sauvetat conformément à l'arrêté de la Convention décide d'abandonner Dieu pour mettre à sa place la déesse Raison. L'église est profanée.
L'église est restaurée au XIXe siècle et une façade surmontée d'une flèche.
Dans l'édifice, les quatre chapiteaux romans situés à la retombée des arcs des deux absidioles ont été inscrits au titre des monuments historiques le 21 mai 1957.

## Description
Georges Tholin a fait le rapprochement entre trois églises du Lot-et-Garonne ayant un plan à trois absidioles implantées en forme de trèfle : l'église Sainte-Marie d'Aubiac, l'église Saint-Pierre del Pech de Saint-Maurin et l'église Saint-Pierre de La Sauvetat-de-Savères. L'église Saint-Sauveur-et-Saint-Martin de Saint-Macaire peut leur être comparée.
L'église est sortie très mutilée des guerres qui se sont déroulées dans le pays. La partie orientale a été arasée au-dessous des chapiteaux du chœur. L'église ancienne comprend une nef unique se terminant par un chœur en abside. À l'entrée du chœur deux absidioles de moindre largeur et hauteur que l'abside forment un transept.
La longueur de la nef depuis le fond de l'abside jusqu'au portail est de 31,50 m. La largeur du transept, du fond d'une absidioles à l'autre, est de 14 mètres.